# Dorfkirche Bestensee

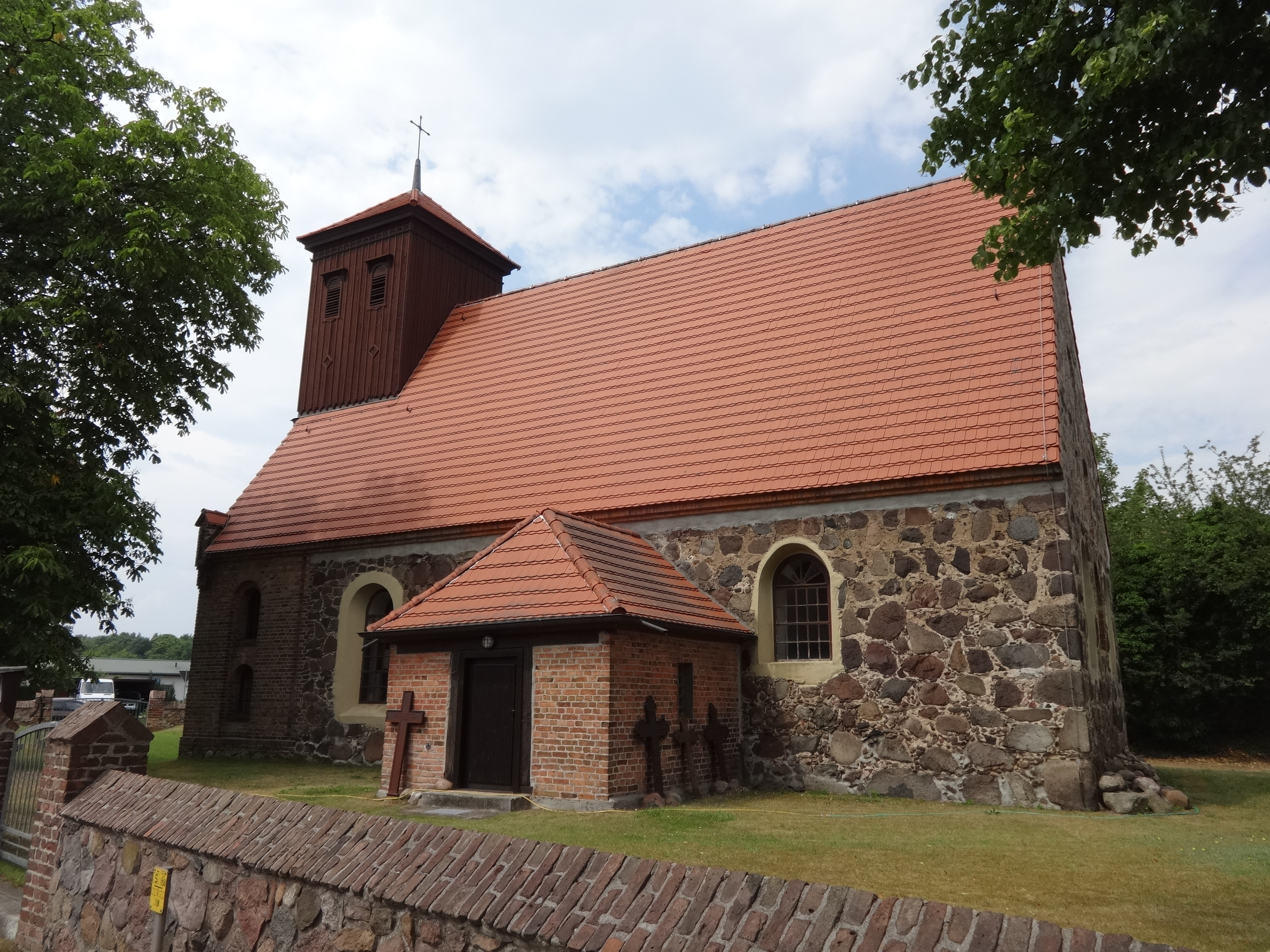
Dorfkirche in Bestensee

Die evangelische Dorfkirche Bestensee ist ein Sakralbau aus dem 14. Jahrhundert im Gemeindeteil Groß Besten in der Gemeinde Bestensee im Landkreis Dahme-Spreewald im Land Brandenburg der Bundesrepublik Deutschland.

## Geschichte
Ein genaues Baudatum ist nicht überliefert. Experten vermuten, dass die Kirche vermutlich gegen Ende des 14. Jahrhunderts, eventuell um 1375 entstand. Die Kirchengemeinde gibt in eine Kirchenführer an, dass das Gebäude „um 1350“ entstanden sein könnte. In den Jahren 1883 und 1884 verlängerte die Kirchengemeinde das Bauwerk in Richtung Westen und errichtete den Turm sowie eine Vorhalle an der Südseite der Kirche. Ende des 19. Jahrhunderts zog sie die südliche Empore bis zur Altarwand durch und verlängerte sie am Westgiebel um fünf weitere Meter. Um 1915 erhielt die Kirche eine elektrische Beleuchtung. In den Jahren 1975 bis 1980 wurde sie umfangreich restauriert.

## Architektur

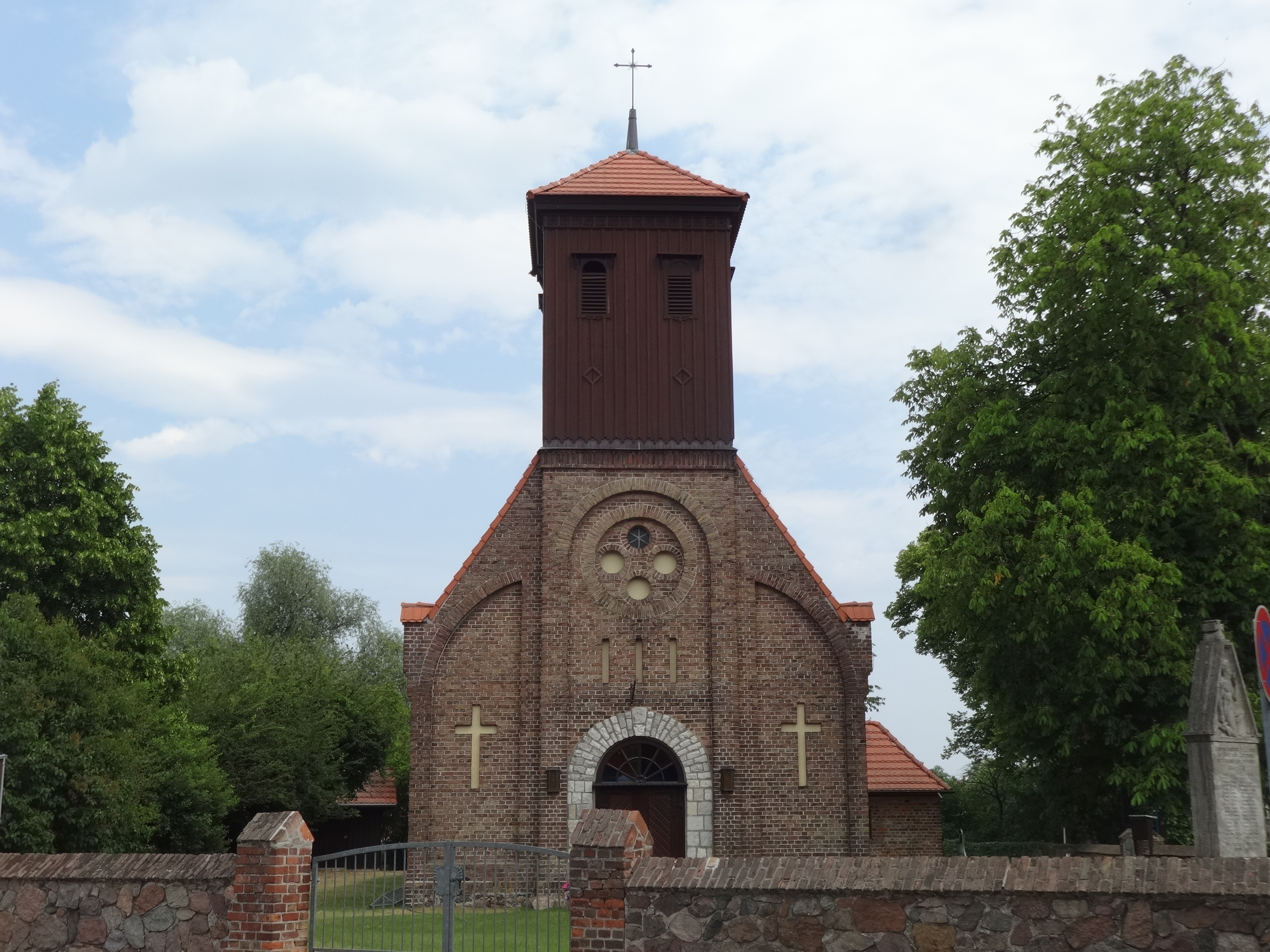
Westturm

Das Bauwerk besteht aus Feldsteinen, die nur sehr grob behauen und ungleichmäßig geschichtet wurden. Lediglich einige Steine an den Ecken des Gebäudes wurden in Form gebracht. Die so entstehenden Lücken im Mauerwerk sind mit kleineren Feldsteinen und Splittern aufgefüllt. Die Kirchengemeinde entschied sich für einen einfachen Rechtecksaal. An der Südseite des Kirchenschiffs befinden sich drei große, korbbogenförmige Fenster, von denen die beiden westlich gelegenen größer als das östliche Fenster sind. Die Gewände sind mit hellem Putz strukturiert. Etwa in der Mitte der des Kirchenschiffs befindet sich ein rechteckiger Vorbau, der aus rötlichem Mauerstein errichtet wurde. An seiner Ost- und Westseite ist ein kleines, rechteckiges Fenster eingelassen. Der Zugang erfolgt über eine schlichte, dunkle und rechteckige Holztür. An der Ostwand des Kirchenschiffs befinden sich im unteren Bereich zwei größere und mittig ein kleineres, spitzbogenförmiges Fenster. Im ebenfalls aus Feldsteinen errichteten Giebel sind zwei flachbogige, hell verputzte Blenden zu sehen. Das schlichte Satteldach ist mit rotem Biberschwanz verkleidet, ebenso das zeltförmige Dach des Anbaus. Der später angefügte Westturm wurde wie auch der Vorbau aus rötlichem Mauerstein errichtet. An der Süd- und Nordwand befinden sich im ersten Geschoss zwei übereinander angeordnete, rundbogenförmige Fenster. Die Westwand des Turms ist für ein Bauwerk in dieser Region vergleichsweise auffällig gestaltet: Sie besteht aus an den beiden Seiten je aus einer halbkreisförmig, sich nach unten hin öffnenden Blende, in die je ein Kreuz eingearbeitet ist. Die aufstrebende Form des Turms wird durch zwei Lisenen strukturiert, die eine kreisförmige, sich ebenfalls nach unten hin öffnende Blende verlängert wird. In ihr befindet sich das bogenförmig, mit hellen Mauersteinen eingefasste Westportal, über dem drei senkrechte, schmale Blenden angeordnet sind. Sie führen zu einer kreisförmigen Vertiefung mit wiederum vier kreisförmigen, hell verputzten Blenden. Das darüber befindliche Geschoss ist mit braunen Holzlatten verkleidet, in die pro Seite jeweils zwei rechteckige Klangarkaden eingelassen sind. Der Turm schließt mit einem Zeltdach sowie einem Kreuz ab.

## Ausstattung
Ein ursprünglich vorhandener, hölzerner Altaraufsatz aus dem Jahr 1702 ist nicht mehr vorhanden. Er trug zwölf teilweise bis zu einem Meter hohe Schnitzfiguren. Zwei der Figuren, die Anna selbdritt sowie die Heilige Dorothea standen bis zum Ende des Zweiten Weltkrieges im Kreismuseum in Zossen. Über ihren Verbleib ist nichts bekannt. Stattdessen befindet sich ein vergleichsweise schlichter Aufsatz mit einem Kreuz aus Stuck in der Kirche. Der Aufsatz ist mit Pilastern, Schnecken, einem Lamm sowie einem Pelikan als Symbol für Jesus Christus verziert. Die Fünte mit einem Durchmesser von rund 50 Zentimetern ist aus Messing gearbeitet und stammt aus dem 17. oder 18. Jahrhundert.
Die Kirche ist in ihrem Inneren flach gedeckt. Von der ehemals vorhandenen Hufeisenempore entfernte die Kirchengemeinde zur Zeit der DDR die beiden Seitenemporen. An der Ostwand befindet sich eine flachbogige Sakramentsnische. Die Südwand zieren Wandmalereien, die vermutlich im frühen 15. Jahrhundert entstanden.